# Calendrier international féminin UCI 2015
Le calendrier international féminin UCI 2015 regroupe les compétitions féminines de cyclisme sur route organisées sous le règlement de l'Union cycliste internationale durant la saison 2015.
Il intègre la Coupe du monde de cyclisme sur route féminine 2015 et les championnats du monde de cyclisme sur route 2015.

## Calendrier des épreuves

### Janvier
| Date  | Course                      | Classe | Vainqueur          | Équipe           |
| ----- | --------------------------- | ------ | ------------------ | ---------------- |
| 10    | Gran Prix San Luis Femenino | 1.2    | Hannah Barnes      | UnitedHealthcare |
| 11-16 | Tour féminin de San Luis    | 2.2    | Janildes Fernandes |                  |

### Février
| Date  | Course                                                | Classe | Vainqueur                                                                                           | Équipe                                                                                              |
| ----- | ----------------------------------------------------- | ------ | --------------------------------------------------------------------------------------------------- | --------------------------------------------------------------------------------------------------- |
| 3-6   | Tour du Qatar                                         | 2.1    | Elizabeth Armitstead                                                                                | Boels-Dolmans                                                                                       |
| 9     | Championnats d'Afrique - contre-la-montre par équipes | CC     | Équipe nationale d'Afrique du Sud (Lise Olivier, Heidi Dalton, An-Li Pretorius et Ashleigh Moolman) | Équipe nationale d'Afrique du Sud (Lise Olivier, Heidi Dalton, An-Li Pretorius et Ashleigh Moolman) |
| 11    | Championnats d'Afrique - contre-la-montre             | CC     | Ashleigh Moolman                                                                                    | Équipe nationale d'Afrique du Sud                                                                   |
| 11    | Championnats d'Asie - course en ligne                 | CC     | Ting-ying Huang                                                                                     | Équipe nationale du Taïwan                                                                          |
| 13    | Championnats d'Afrique - course en ligne              | CC     | Ashleigh Moolman                                                                                    | Équipe nationale d'Afrique du Sud                                                                   |
| 13    | Championnats d'Asie - contre-la-montre                | CC     | Na Ah-reum                                                                                          | Équipe nationale de Corée du Sud                                                                    |
| 13    | Championnats d'Océanie - contre-la-montre             | CC     | Katrin Garfoot                                                                                      | Équipe nationale d'Australie                                                                        |
| 14    | Championnats d'Océanie - course en ligne              | CC     | Lauren Kitchen                                                                                      | Équipe nationale d'Australie                                                                        |
| 18-22 | Tour de Nouvelle-Zélande                              | 2.2    | Tayler Wiles                                                                                        | Velocio-SRAM                                                                                        |
| 28    | Circuit Het Nieuwsblad                                | 1.2    | Anna van der Breggen                                                                                | Rabo Liv Women                                                                                      |

### Mars

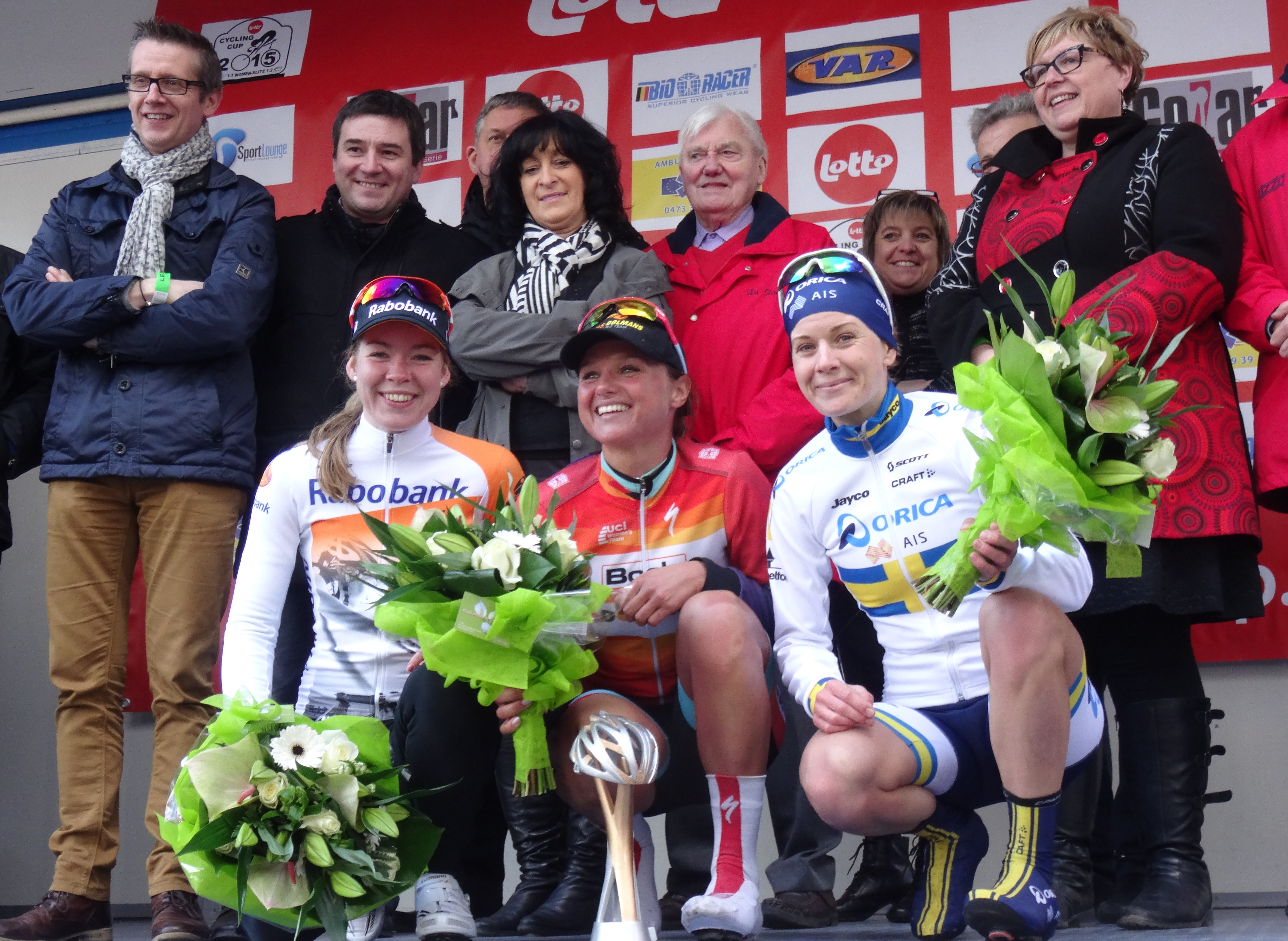
Podium de l'édition 2015 du Samyn des Dames : Anna van der Breggen (2e), Chantal Blaak (1re) et Emma Johansson (3e).

| Date | Course                                   | Classe | Vainqueur            | Équipe         |
| ---- | ---------------------------------------- | ------ | -------------------- | -------------- |
| 4    | Le Samyn des Dames                       | 1.2    | Chantal Blaak        | Boels-Dolmans  |
| 7    | Strade Bianche                           | 1.1    | Megan Guarnier       | Boels-Dolmans  |
| 8    | Omloop van het Hageland - Tielt-Winge    | 1.2    | Jolien D'Hoore       | Wiggle Honda   |
| 12   | Drentse 8                                | 1.2    | Giorgia Bronzini     | Wiggle Honda   |
| 14   | Tour de Drenthe                          | CDM    | Jolien D'Hoore       | Wiggle Honda   |
| 15   | Novilon Eurocup                          | 1.2    | Kirsten Wild         | Hitec Products |
| 22   | Cholet-Pays de Loire                     | 1.2    | Audrey Cordon        | Wiggle Honda   |
| 29   | Trofeo Alfredo Binda-Comune di Cittiglio | CDM    | Elizabeth Armitstead | Boels-Dolmans  |
| 29   | Gand-Wevelgem                            | 1.2    | Floortje Mackaij     | Liv-Plantur    |

### Avril
| Date  | Course                   | Classe | Vainqueur            | Équipe                          |
| ----- | ------------------------ | ------ | -------------------- | ------------------------------- |
| 5     | Tour des Flandres        | CDM    | Elisa Longo Borghini | Wiggle Honda                    |
| 6     | Grand Prix de Dottignies | 1.2    | Roxane Fournier      | Poitou-Charentes.Futuroscope.86 |
| 8-10  | Tour de Thaïlande        | 2.2    | Zhao Juan Meng       |                                 |
| 8-12  | Energiewacht Tour        | 2.2    | Lisa Brennauer       | Velocio-SRAM                    |
| 19    | Ronde van Gelderland     | 1.2    | Kirsten Wild         | Hitec Products                  |
| 22    | Flèche wallonne          | CDM    | Anna van der Breggen | Rabo Liv Women                  |
| 23-26 | Joe Martin Stage Race    | 2.2    | Lauren Stephens      | Tibco-SVB                       |
| 25    | Omloop van Borsele       | 1.2    | Kirsten Wild         | Hitec Products                  |
| 26    | Dwars door de Westhoek   | 1.1    | Élise Delzenne       | Velocio-SRAM                    |
| 27    | PMB Road Classic         | 1.2    | Cherise Stander      |                                 |
| 29-3  | Tour of the Gila         | 2.2    | Mara Abbott          | Wiggle Honda                    |
| 30-3  | Gracia Orlova            | 2.2    | Alena Amialiusik     | Velocio-SRAM                    |

### Mai
| Date  | Course                                                  | Classe | Vainqueur            | Équipe               |
| ----- | ------------------------------------------------------- | ------ | -------------------- | -------------------- |
| 1     | Tour d'Overijssel                                       | 1.1    | Lauren Kitchen       | Hitec Products       |
| 1-3   | Festival luxembourgeois du cyclisme féminin Elsy Jacobs | 2.1    | Anna van der Breggen | Rabo Liv Women       |
| 3     | Hibiscus Cycle Classic                                  | 1.2    | Cherise Stander      |                      |
| 7     | Championnats panaméricains - contre-la-montre           | CC     | Carmen Small         | États-Unis           |
| 8-10  | Tour de Californie                                      | 2.1    | Trixi Worrack        | Velocio-SRAM         |
| 9     | Championnats panaméricains - course en ligne            | CC     | Marlies Mejías       | Cuba                 |
| 9     | 7-Dorpenomloop van Aalburg                              | 1.2    | Chloe Hosking        | Wiggle Honda         |
| 13-15 | Tour de l'île de Chongming                              | 2.1    | Kirsten Wild         | Hitec Products       |
| 16    | Contre-la-montre du Tour de Californie                  | 1.1    | Evelyn Stevens       | Boels-Dolmans        |
| 16    | Trofee Maarten Wynants                                  | 1.2    | Natalie van Gogh     | Parkhotel Valkenburg |
| 16    | Coupe de la Fédération du Venezuela                     | 1.2    | Gleydimar Tapia      |                      |
| 17    | Clásico FVCiclismo Corre por la VIDA                    | 1.2    | Paola Muñoz          |                      |
| 18    | Tour of Chongming Island World Cup                      | CDM    | Giorgia Bronzini     | Wiggle Honda         |
| 20-22 | Tour de l'île de Zhoushan                               | 2.2    | Lauren Kitchen       | Hitec Products       |
| 29    | Boels Rental Hills Classic                              | 1.1    | Elizabeth Armitstead | Boels-Dolmans        |
| 29    | La Classique Morbihan                                   | 1.2    | Chloe Hosking        | Wiggle Honda         |
| 30    | Grand Prix de Plumelec-Morbihan Dames                   | 1.1    | Sheyla Gutiérrez     | Lointek              |
| 31    | Gooik-Geraardsbergen-Gooik                              | 1.1    | Gracie Elvin         | Orica-AIS            |
| 31    | SwissEver GP Cham-Hagendorn                             | 1.2    | Lizzie Williams      | Orica-AIS            |
| 31    | Winston-Salem Cycling Classic                           | 1.2    | Alena Amialiusik     | Velocio-SRAM         |

### Juin
| Date  | Course                                  | Classe | Vainqueur            | Équipe                         |
| ----- | --------------------------------------- | ------ | -------------------- | ------------------------------ |
| 2     | Grand Prix de Maykop                    | 1.2    | Anastasiia Iakovenko | SEF                            |
| 3-6   | Tour d'Adygeya                          | 2.2    | Svetlana Vasilieva   |                                |
| 4     | Grand Prix cycliste de Gatineau         | 1.1    | Kirsten Wild         | Hitec Products                 |
| 5     | Chrono Gatineau                         | 1.1    | Carmen Small         | Optum-Kelly Benefit Strategies |
| 5-7   | Auensteiner-Radsporttage                | 2.2    | Ashleigh Moolman     | Bigla                          |
| 7     | Philadelphia Cycling Classic            | CDM    | Elizabeth Armitstead | Boels-Dolmans                  |
| 9     | Durango-Durango Emakumeen Saria         | 1.2    | Emma Johansson       | Orica-AIS                      |
| 10-14 | Emakumeen Euskal Bira                   | 2.1    | Katarzyna Niewiadoma | Rabo Liv Women                 |
| 11-14 | Tour du Costa Rica                      | 2.2    | Milagro Mena         |                                |
| 12    | Ljubljana-Domzale-Ljubljana TT          | 1.2    | Tatiana Antoshina    | SEF                            |
| 14    | Diamond Tour                            | 1.2    | Jolien D'Hoore       | Lotto Soudal Ladies            |
| 14    | Grand Prix du canton d'Argovie          | 1.2    | Anouska Koster       | Rabo Liv Women                 |
| 17-21 | The Women's Tour                        | 2.1    | Lisa Brennauer       | Velocio-SRAM                   |
| 20    | Omloop van de IJsseldelta               | 1.2    | Kirsten Wild         | Hitec Products                 |
| 20    | Tour du Trentin-Haut-Adige-Tyrol-du-Sud | 1.1    | Amanda Spratt        | Orica-AIS                      |

### Juillet
| Date  | Course                                     | Classe | Vainqueur            | Équipe            |
| ----- | ------------------------------------------ | ------ | -------------------- | ----------------- |
| 3-12  | Tour d'Italie                              | 2.1    | Anna van der Breggen | Rabo Liv Women    |
| 9-12  | Tour de Feminin - O cenu Ceskeho Svycarska | 2.2    | Tatiana Antoshina    | Servetto Footon   |
| 12    | White Spot-Delta Road Race                 | 1.2    | Shelley Olds         | Alé Cipollini     |
| 16-19 | Tour de Bretagne                           | 2.2    | Ilaria Sanguineti    | BePink LaClassica |
| 17-19 | BeNe Ladies Tour                           | 2.2    | Jolien D'Hoore       | Wiggle Honda      |
| 17-23 | Tour de Thuringe                           | 2.1    | Emma Johansson       | Orica-AIS         |
| 26    | La course by Le Tour de France             | 1.1    | Anna van der Breggen | Rabo Liv Women    |

### Août
| Date  | Course                                           | Classe | Vainqueur            | Équipe         |
| ----- | ------------------------------------------------ | ------ | -------------------- | -------------- |
| 1     | Erpe-Mere-Erondegem                              | 1.2    | Thalita de Jong      | Rabo Liv Women |
| 2     | Tour de Bochum                                   | CDM    | Barbara Guarischi    | Velocio-SRAM   |
| 7     | Championnats d'Europe - contre-la-montre espoirs | CC     | Mieke Kröger         | Allemagne      |
| 8     | Championnats d'Europe - course en ligne espoirs  | CC     | Katarzyna Niewiadoma | Pologne        |
| 8-16  | Route de France                                  | 2.1    | Elisa Longo Borghini | Wiggle Honda   |
| 14-16 | Tour de Norvège                                  | 2.2    | Megan Guarnier       | Boels-Dolmans  |
| 21    | Open de Suède Vårgårda TTT                       | CDM    | Rabo Liv Women       | Rabo Liv Women |
| 22-27 | Trophée d'Or Féminin                             | 2.2    | Rachel Neylan        | Orica-AIS      |
| 23    | Open de Suède Vårgårda                           | CDM    | Jolien D'Hoore       | Wiggle Honda   |
| 29    | Grand Prix de Plouay                             | CDM    | Elizabeth Armitstead | Boels-Dolmans  |

### Septembre
| Date  | Course                                               | Classe | Vainqueur | Équipe |
| ----- | ---------------------------------------------------- | ------ | --- | --- |
| 1-6   | Boels Rental Ladies Tour                             | 2.1    | Lisa Brennauer | Velocio-SRAM |
| 2-7   | Tour Cycliste Féminin International de l'Ardèche     | 2.2    | Tayler Wiles | Velocio-SRAM |
| 8-11  | Lotto Belisol Belgium Tour                           | 2.2    | Emma Johansson | Orica-AIS |
| 11-13 | Tour de Toscane féminin-Mémorial Michela Fanini      | 2.2    | Małgorzata Jasińska                                                                                               | Alé Cipollini |
| 13    | Chrono champenois-Trophée européen                   | 1.1    | Ann-Sophie Duyck                                                                                                  | Topsport Vlaanderen-Pro-Duo                                                                                       |
| 13    | La Madrid Challenge by La Vuelta                     | 1.1    | Shelley Olds | Alé Cipollini |
| 20    | Championnats du monde - contre-la-montre par équipes | CM     | Velocio-SRAM (Alena Amialiusik, Lisa Brennauer, Karol-Ann Canuel, Barbara Guarischi, Mieke Kröger, Trixi Worrack) | Velocio-SRAM (Alena Amialiusik, Lisa Brennauer, Karol-Ann Canuel, Barbara Guarischi, Mieke Kröger, Trixi Worrack) |
| 22    | Championnats du monde - contre-la-montre             | CM     | Linda Villumsen                                                                                                   | Nouvelle-Zélande                                                                                                  |
| 26    | Championnats du monde - course en ligne              | CM     | Elizabeth Armitstead                                                                                              | Grande-Bretagne                                                                                                   |

### Octobre
| Date | Course             | Classe | Vainqueur            | Équipe                     |
| ---- | ------------------ | ------ | -------------------- | -------------------------- |
| 10   | Tour d'Émilie      | 1.2    | Elisa Longo Borghini | Wiggle Honda               |
| 18   | Chrono des Nations | 1.1    | Tatiana Antoshina    | Équipe nationale de Russie |

### Novembre
| Date | Course               | Classe | Vainqueur        | Équipe |
| ---- | -------------------- | ------ | ---------------- | ------ |
| 15   | 94.7 Cycle Challenge | 1.1    | Ashleigh Moolman | Bigla  |

## Classements UCI
| #   | Cycliste               | Pays            | Points  |
| --- | ---------------------- | --------------- | ------- |
| 1.  | Anna Van Der Breggen   | Pays-Bas        | 1257.75 |
| 2.  | Elizabeth Armitstead   | Grande-Bretagne | 1024.5  |
| 3.  | Jolien D'Hoore         | Belgique        | 962     |
| 4.  | Emma Johansson         | Suède           | 928     |
| 5.  | Elisa Longo Borghini   | Italie          | 864     |
| 6.  | Ashleigh Moolman-Pasio | Afrique du Sud  | 764.17  |
| 7.  | Lisa Brennauer         | Allemagne       | 725     |
| 8.  | Megan Guarnier         | États-Unis      | 719.67  |
| 9.  | Kirsten Wild           | Pays-Bas        | 690.25  |
| 10. | Lucinda Brand          | Pays-Bas        | 648.75  |

| #   | Équipe           | Pays            | Points  |
| --- | ---------------- | --------------- | ------- |
| 1.  | Rabo Liv Women   | Pays-Bas        | 3120.5  |
| 2.  | Boels Dolmans    | Pays-Bas        | 2929.92 |
| 3.  | Wiggle Honda     | Grande-Bretagne | 2735    |
| 4.  | Velocio-SRAM     | Allemagne       | 2321    |
| 5.  | Bigla            | Suisse          | 1774.67 |
| 6.  | Orica-AIS        | Australie       | 1768.67 |
| 7.  | Hitec Products   | Norvège         | 1275.17 |
| 8.  | Team Liv-Plantur | Pays-Bas        | 1010.5  |
| 9.  | Ale Cipollini    | Italie          | 879.5   |
| 10. | UnitedHealthcare | États-Unis      | 770.33  |

| Rang | Pays            | Points  |
| ---- | --------------- | ------- |
| 1er  | Pays-Bas        | 3645,5  |
| 2e   | États-Unis      | 2312,59 |
| 3e   | Italie          | 2228    |
| 4e   | Australie       | 1555,34 |
| 5e   | Grande-Bretagne | 1413,5  |
| 6e   | Belgique        | 1390,5  |
| 7e   | Allemagne       | 1374    |
| 8e   | France          | 1153    |
| 9e   | Afrique du Sud  | 1060,51 |
| 10e  | Suède           | 1035,5  |